# 앱솔루트 (향료)

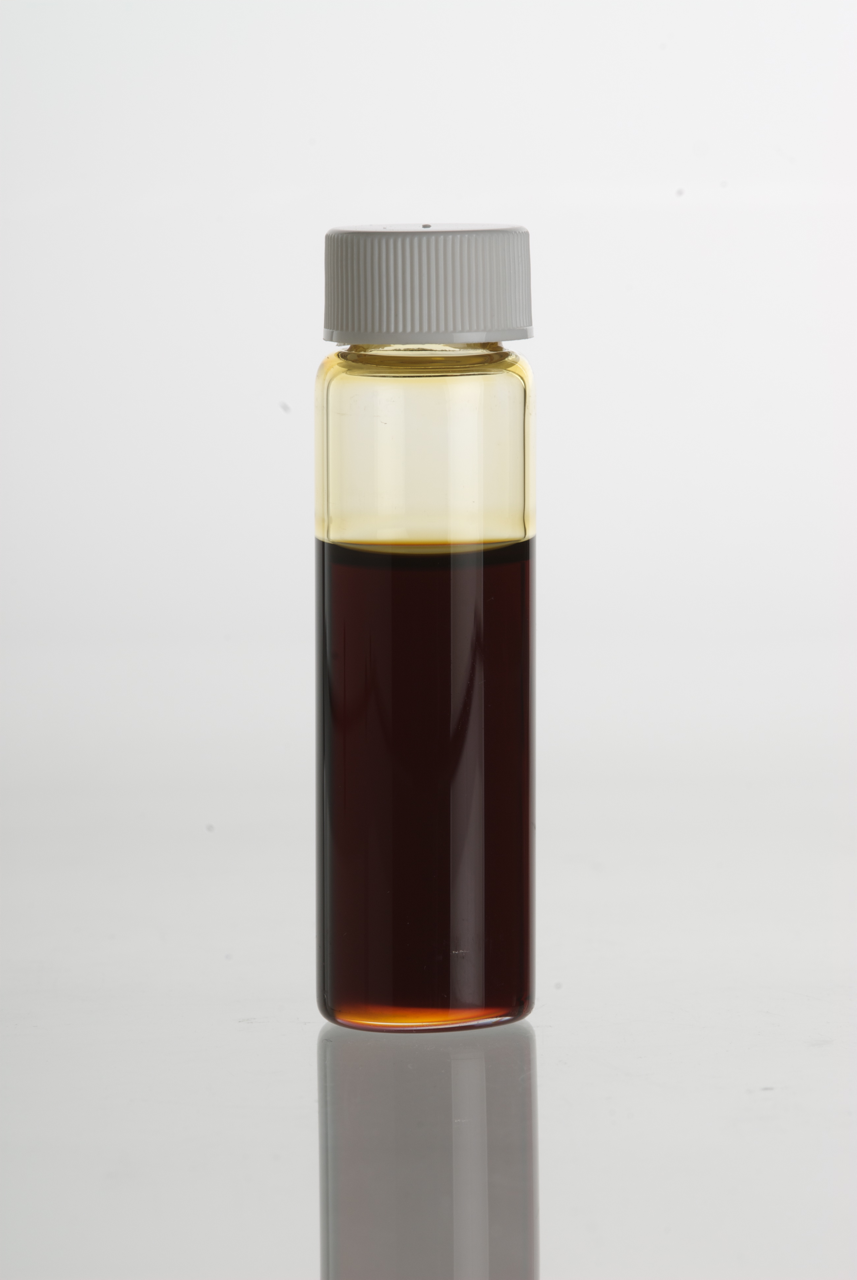
자스민(자스미늄 오피시날레(Jasminum officinale)) 앱솔루트

앱솔루트(영어: absolute)는 향수 제조 및 아로마테라피에서 사용되며, 에센셜 오일과 유사하다. 이는 식물에서 추출된 농축된 고방향족 오일 화합물이다. 에센셜 오일은 증류, 끓임 또는 압착을 통해 생산되는 반면, 앱솔루트는 용매 추출 또는 보다 전통적으로 냉침법을 통해 생산된다.

## 같이 보기
- 향수
- 아로마테라피